# Konstal 105Nb (1988)
Konstal 105Nb – prototypowy tramwaj będący modernizacją projektu Konstal 105Na wyprodukowany w jednym egzemplarzu dla Krakowa. Tramwaj dostał oznaczenie wykorzystane później w pojazdach seryjnych dla Warszawy i Grudziądza.

## Historia

### Geneza
Pod koniec lat sześćdziesiątych zakończono produkcję pierwszych polskich nowoczesnych tramwajów Konstal 13N i prowadzono pracę nad kolejnymi modelami tramwajów. Spośród wielu projektów udało wdrożyć się jedynie Konstale 102N i ich zmodyfikowaną wersję Konstale 102Na. Produkcja tych tramwajów nie zaspokajała bieżących potrzeb. Stąd w 1973 powstał prototyp tramwajów Konstal 105N. Model został wdrożony do produkcji w 1974 i dobrze przyjęty przez zarządy komunikacji ze względu na nowoczesność konstrukcji. Pomimo tego już po 5 latach wprowadzono istotne zmiany w projekcie i powstał najpopularniejszy model w rodzinie Konstal 105Na.

### Konstal 105 Nb (1988)
W 1988 powstały kolejne zmiany w projekcie i zbudowano jeden wagon prototypowy. W wagonie tym zastosowano między innymi powiększoną kabinę, nowe klapy wywietrznika. Prototypowy wagon trafił do Krakowa. Dalszej produkcji jednak zaniechano.
Pojazd został wpisany na stan zajezdni Pogórze z numerem taborowym 934. W 2000 został przeniesiony do zajezdni Nowa Huta. Zmiana przydziału zbiegła się ze zmianą numeru taborowego.

### Konstal 105 Nb (1992–1993)
W 1992 władze Warszawy podjęły decyzję o modernizacji taboru tramwajowego. Konstal opracował więc nowy typ wagonu rodziny 105N. Nowy wagon posiadał inną instalację elektryczną, wózki innego typu, przyciski do otwierana drzwi oraz nowe siedzenia. Wagony dostały zdublowane oznaczenie Konstal 105Nb, mimo iż de facto nie były one tym samym projektem, co zbudowany w 1988 prototyp dla Krakowa. Z tego powodu, zgodnie z wcześniejszą praktyką, powinny zostać oznaczone jako Konstal 105Nc. W sumie wyprodukowano 14 wagonów tej serii, wszystkie z nich zostały sprzedane samorządowi Warszawy, gdzie dostały numery boczne w zakresie 1379–1392.

## Konstrukcja
Wagony Konstal 105Nb są rozwinięciem serii Konstal 105N i zdecydowana większość elementów pochodzi ze wcześniejszego tramwaju Konstal 105Na. Różnice w porównaniu z Konstalem 105Na polegają na:
- przebudowaniu kabiny motorniczego,
- zmianie wentylacji.